# Lichenopora japonica
Lichenopora japonica är en mossdjursart som beskrevs av Busk 1944. Lichenopora japonica ingår i släktet Lichenopora och familjen Lichenoporidae. Inga underarter finns listade i Catalogue of Life.